# La Rusia
La Rusia är en ort i Mexiko.   Den ligger i kommunen Santa Catarina och delstaten Guanajuato, i den centrala delen av landet, 210 km nordväst om huvudstaden Mexico City. La Rusia ligger 1 675 meter över havet och antalet invånare är 118.
Terrängen runt La Rusia är huvudsakligen kuperad. La Rusia ligger nere i en dal. Runt La Rusia är det ganska glesbefolkat, med 25 invånare per kvadratkilometer. Närmaste större samhälle är Victoria, 18,9 km nordväst om La Rusia. Omgivningarna runt La Rusia är i huvudsak ett öppet busklandskap.